# Kašna Loď bláznů
Kašna Loď bláznů (německy Narrenschiffbrunnen, občas zkracováno jen na Narrenschiff) je novodobá kašna stojící na křižovatce ulic Plobenhofstraße a Spitalgasse v německém středofranském městě Norimberk. Vystavěna byla roku 1988 pod taktovkou brunšvického sochaře Jürgena Webera.

## Historie
Bronzové plastiky, jež byly ve dvou exemplářích (z nichž jeden stojí v dolnosaském městě Hameln) odlity v umělecké slévárně Lenz, vytvořil profesor Jürgen Weber v letech 1984–1987. Kašna byla v Norimberku slavnostně odhalena v roce 1988 u příležitosti výstavy umění. Její realizace byla uskutečněna díky mecenáši Kurtu Kletentreterovi. Obdobně jako Kašna manželství, která taktéž pochází z Weberovy dílny a jež byla o čtyři roky dříve vystavěna před Bílou věží na náměstí Ludwigsplatz, se i tato kašna kvůli její neobvyklé koncepci stala cílem vášnivé kritiky mezi Norimberčany.
V roce 1990 byly snahy napojit Weberovy plastiky na přívod vody a udělat z uměleckého díla kašnu v pravém slova smyslu tak, jak to zamýšlel samotný autor. Dle Webera měla mít loď funkci vodní nádrže, z jejíž okrajů měla přetékat voda, a plastiky měly být vodními chrliči. Kletentreter k tomuto záměru přispěl dalšími 300 tisíci německými markami, avšak kulturní výbor norimberského magistrátu konečnou realizaci úprav zamítl. Plastiky byly pouze vyzvednuty na vyvýšený vydlážděný konus, tyčící se nad pěší zónou.

## Popis
Plastiky na kašně, které nesou typické rysy Weberovy tvorby (tj. expresivní výjevy v pohybu), vycházejí z umělecké předlohy dřevorytu od norimberského rodáka Albrechta Dürera, ilustrujícího předreformační humanistické dílo Loď Bláznů (Das Narrenschiff) od Sebastiana Branta. Zobrazují mimo jiné Adama a Evu a jejich vyhnání z ráje a jiné scény. Kymácející se kocábka je metaforickým symbolem pro zemi na úplném pokraji zkázy. Pásem na okraji lodi probíhá nápis, apelující proti ničení životního prostředí a vedení válečných konfliktů.

## Galerie

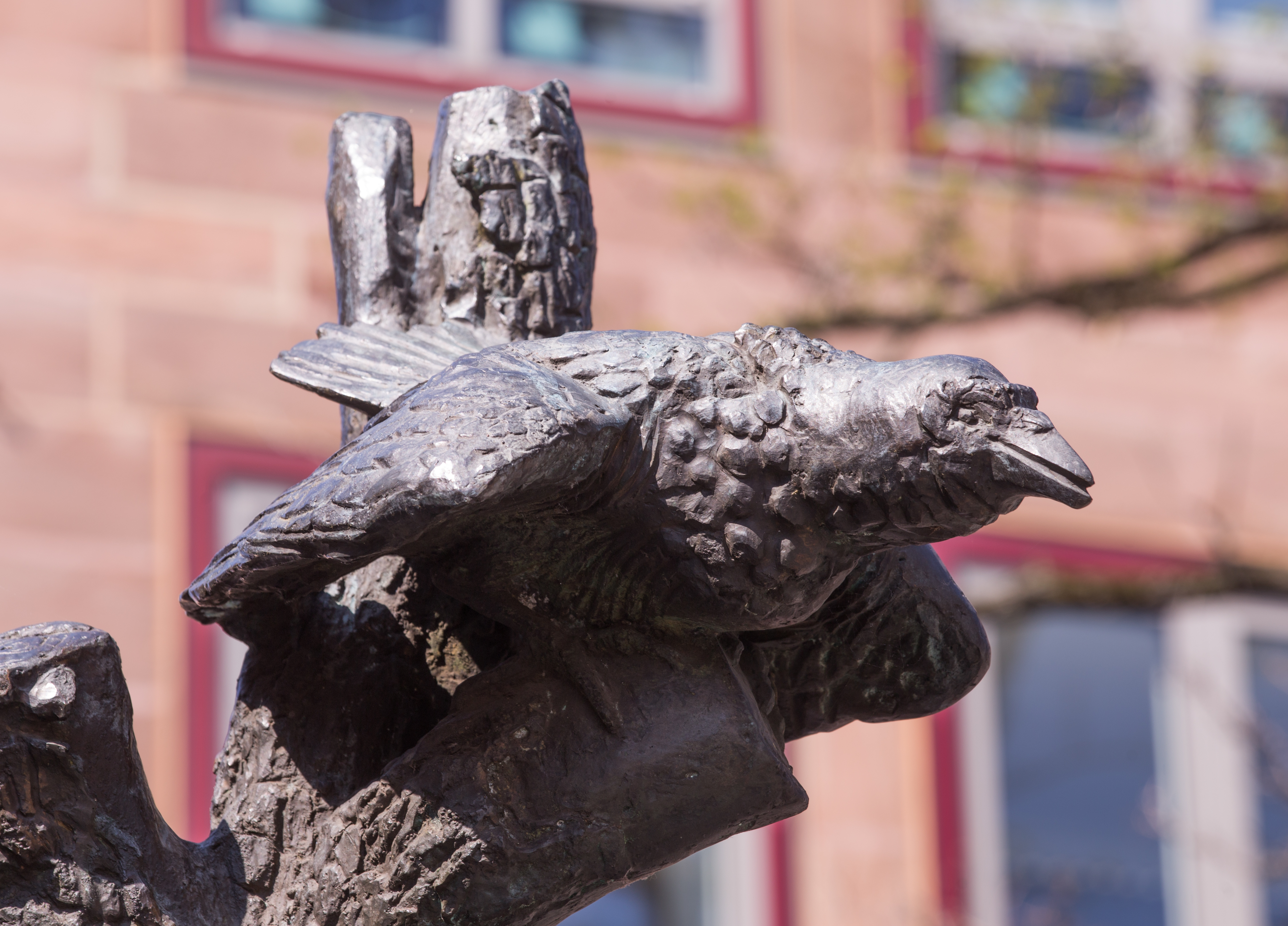
Detail plastiky vrány, zamýšlené jako chrliče.
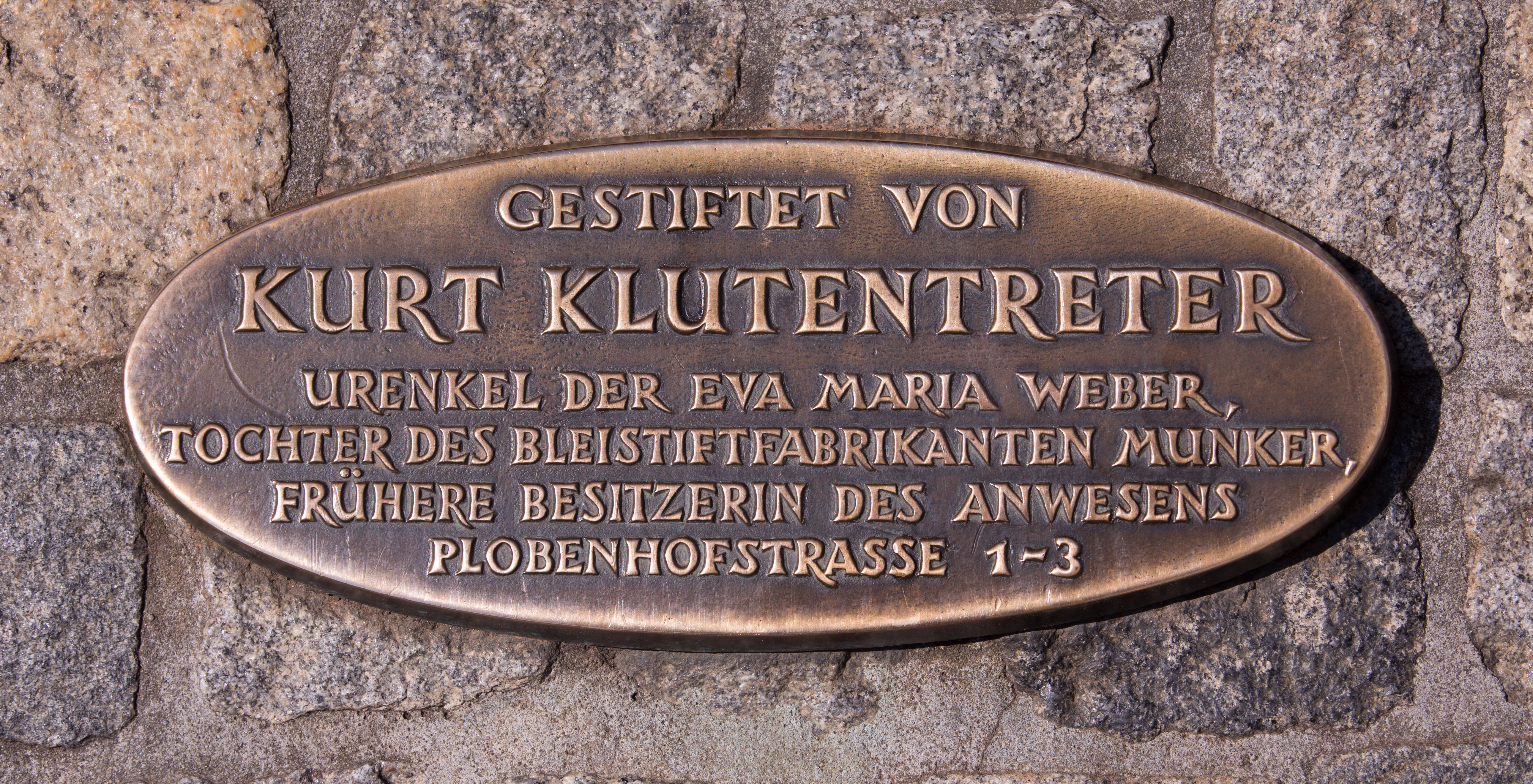
Donační plaketa Kurta Kletentretera.